# Estación de Lista
Lista es una estación de la línea 4 del Metro de Madrid situada bajo la calle del Conde de Peñalver, en el madrileño distrito de Salamanca. Debe su nombre a Alberto Lista, que dio nombre a la calle que desde 1955 lleva el nombre de José Ortega y Gasset.

## Historia
La estación abrió al público el 17 de septiembre de 1932 como parte de la línea 2, hasta que el 2 de octubre de 1958 la línea 4 absorbió el tramo donde se encuentra.
Permaneció cerrada entre el 13 de enero y el 6 de marzo de 2020 por obras en la línea.

## Accesos
Vestíbulo Ortega y Gasset
- Conde de Peñalver C/ Conde de Peñalver, 49 (esquina C/ José Ortega y Gasset)

Vestíbulo Don Ramón de la Cruz (Mecanizado permanente)
- Conde de Peñalver C/ Conde de Peñalver, 39 (esquina C/ Don Ramón de la Cruz)

## Líneas y conexiones

Mapa de la zona de Lista con los accesos a la estación de metro y las paradas y recorridos de las líneas de autobuses de la EMT.

### Metro
| << cabecera | < estación | línea | estación >    | cabecera >>        |
| ----------- | ---------- | ----- | ------------- | ------------------ |
| Argüelles   | Goya       |       | Diego de León | Pinar de Chamartín |

### Autobuses
| Diurnos   |                        |                                       |
| Línea     | Destino                | Parada                                |
| 1         | Prosperidad            | 729 LISTA (C/ J. Ortega y Gasset, 60) |
| 74        | Parque de las Avenidas | 729 LISTA (C/ J. Ortega y Gasset, 60) |
| 1         | Cristo Rey             | 730 LISTA (C/ J. Ortega y Gasset, 55) |
| 74        | Pº Pintor Rosales      | 730 LISTA (C/ J. Ortega y Gasset, 55) |
| 26        | Diego de León          | 2221 LISTA (C/ Conde de Peñalver, 50) |
| 61        | Moncloa                | 2221 LISTA (C/ Conde de Peñalver, 50) |
| 26        | Tirso de Molina        | 2222 LISTA (C/ Conde de Peñalver, 51) |
| 61        | Narváez                | 2222 LISTA (C/ Conde de Peñalver, 51) |
| Nocturnos |                        |                                       |
| Línea     | Destino                | Parada                                |
| N3        | Feria de Madrid        | 2221 LISTA (C/ Conde de Peñalver, 50) |
| N3        | Cibeles                | 2222 LISTA (C/ Conde de Peñalver, 51) |